# Samir Rafi
Samir Rafi, né au Caire en 1926 et mort en 2004, est un peintre égyptien. Il est un représentant éminent de la peinture moderniste en Égypte, qui a combiné le style moderne avec des lignes inspirées de l'Égypte antique, dans des compositions qui représentent de manière poignante l'époque moderne en Égypte et dans la région. Il a étudié à l'École des Beaux-Arts du Caire et à la Sorbonne, et fut un élève d'André Lhote,. Adepte des courants cubiste et surréaliste, il a créé à la fois des œuvres figuratives et abstraites.

## Biographie
Élève à 13 ans de l'aquarelliste Shafiq Rizq, Samir Rafi fait sa première exposition à 17 ans. Il participe en 1944 et 1945 aux expositions surréalistes organisées par le groupe Art et Liberté. Il obtient un diplôme en arts décoratifs à l'École des Beaux-Arts du Caire en 1948, date à laquelle il rejoint le mouvement Contemporary Art Group puis fait un doctorat à la Sorbonne, De retour au pays, il fait quelques expositions et enseigne les arts décoratifs à l'École des Beaux-Arts du Caire,. Puis, il va enseigner l'art et l'histoire à Alger. Emprisonné dans ce pays dans les années 1960, il s'exile ensuite volontairement en France.
Une de ses œuvres a atteint le prix de 87 500 GBP dans une vente de Christie's en 2019.

## Œuvres
- Nus, 1945, huile sur toile, 173 x 163 cm, collection Cheikh Hassan M. A. Al Thani (en)[6],[7]
- La Sorcière, 1946, huile sur toile, 77 x 46 cm, collection Nadim Elias[8]
- Momie ressuscitée, huile sur tissu collé sur panneau, 1959, 215 x 68cm, vendue en 2018 35 000 GPB par Christie's [9]
- Sans titre, 1960, huile sur toile, 162.5 x 138 cm, vendue 87 500 GPB en 2019 par Christie's [5]